# غمد مغناطيسي

رسم تخطيطي للغلاف المغناطيسي الأرضي ويظهر موقع تقدير للغمد المغناطيسي

الغمد المغناطيسي هي منطقة من الفضاء تتشكل ما بين الفاصل المغناطيسي ومنطقة الانحناء الصدمي للغلاف المغناطيسي لكوكب. يصبح الحقل المغناطيسي المنتظم الصادر عن الكوكب ضعيف وغير منتظم في الغمد المغناطيسي بسبب تفاعله وتعرضه للرياح الشمسية القادمة. كما أنها غير قادرة على التشتيت الكامل للجسيمات المشحونة. ووجد أن كثافة الجسيمات في هذه المنطقة أقل مما هي عليه خلف منطقة الانحناء الصدمي، لكنها أكثر مما هي عليه في منطقة الفاصل المغناطيسي، ويمكن اعتبارها منطقة مؤقتة.
تعتبر البحوث العلمية بشأن طبيعة الغمد المغناطيسي محدود بسبب الفكرة الخاطئة ولفترة طويلة بأنها ناتج ثانوي من الانحناء الصدمي والفاصل المغناطيسي. ولا تملك أي خصائص هامة بحد ذاتها لنفسها. لكن اثبتت الدراسات الحديثة بأن منطقة الغمد المغناطيسي هي منطقة ديناميكية وتحوي اضطرابات في البلازما والتي قد تلعب دور هام في طبيعة كل من الانحناء الصدمي والفاصل المغناطيسي والتي قد تساعد على توجيه الجسيمات المشحونة عبر هذه المناطق.
تحتل منطقة الغمد المغناطيسي بالنسبة للأرض منطقة تساوي تقريباً عشر أضعاف نصف قطر الأرض وتتواجد في عكس اتجاه الرياح الشمسية (الوجه المقابل للشمس) وتمتد بشكل واسع باتجاه الرياح الشمسية بسبب ضغط هذه الرياح. على أي حال لا يعتمد عرض والتوضع الدقيق للغمد على متغيرات مثل الرياح الشمسية.